# هنري سيليك
هنري سيليك من مواليد 30 نوفمبر 1952، هو مخرج وكاتب سيناريو ومنتج سينمائي أمريكي، متخصص في صناعة أفلام الرسوم المتحركة بتقنية التقطيع الحركي القديمة الطراز. من أشهر أعماله فيلم كابوس قبل عيد الميلاد وجيمس والخوخ العملاق وفيلم كورالاين.

## السيرة الذاتية
في أبريل 2012، أعلنت إستوديوهات والت ديزني الأمريكية حصولها على حقوق تحويل رواية الحياة الغريبة لنوبادي أوينز للكاتب البريطاني نيل غيمان إلى فيلم سينيمائي، ويعلن بفترة وجيزة اسم هنري سيليك كمخرج للعمل.

## أعماله
1981 : تسرب (فيلم)
1993 : كابوس عيد الميلاد السيد جاك (فيلم)
1996 : جيمس والخوخ العملاق (فيلم)
2001 : مونكي بون (فيلم)
2009 : كورالاين (فيلم)
2014 : الملك المظلم (فيلم)

## روابط خارجية
- هنري سيليك على موقع IMDb (الإنجليزية)
- هنري سيليك على موقع ألو سيني (الفرنسية)
- هنري سيليك على موقع أول موفي (الإنجليزية)
- هنري سيليك على موقع بوكس أوفيس موجو (الإنجليزية)
- هنري سيليك على موقع قاعدة بيانات الأفلام السويدية (السويدية)
- هنري سيليك على موقع إن إن دي بي (الإنجليزية)
- هنري سيليك على موقع قاعدة بيانات الفيلم (الإنجليزية)
- هنري سيليك على موقع كينوبويسك (الروسية)